# 세이셸의 국가
세이셸 국민들은 모두 모여라(Koste Seselwa)는 세이셸의 국가이다. 다비드 프랑수아 마르크 앙드레와 조르주 샤를리에 로버트 파예가 제작하였다. 1996년 국가로 제정되었다.

## 가사
Sesel ou menm nou sel patri.
Kot nou viv dan larmoni.
Lazwa, lanmour ek lape.
Nou remersye Bondye.
Preserv labote nou pei.
Larises nou losean.
En leritaz byen presye.
Pour boner nou zanfan.
Reste touzour dan linite.
Fer monte nou paviyon.
Ansanm pou tou leternite.
Koste Seselwa.

## 해석
세이셸은 우리의 유일한 조국이라.
어디에서나 우리는 조화롭게 생존하리.
행복, 사랑과 평화로
우리는 하느님께 감사를 표하리.
우리는 나라의 미를 지키리.
그리고 바다의 미를
어느 쪽이 귀중한 유산을 갖게 될 것인가?
우리들의 아이들일 것이리.
우리는 함께 지내리.
새로운 국기의 색 아래
영원히 함께하리.
세이셸 국민들은 모두 모여라!